# Mandature 2016-2021 du conseil régional d'Occitanie
Aucune 2021-2028
La mandature 2016-2021 du conseil régional d'Occitanie est le cycle parlementaire qui débute à la suite des élections régionales de 2015. Il est le premier depuis la création de la région Occitanie issue de la fusion des régions Languedoc-Roussillon et Midi-Pyrénées.

## Élections régionales de 2015
Les élections de 2015 voient les listes de Carole Delga (Union de la gauche) arriver en tête au second tour. Les listes de Louis Aliot (FN), arrivées en tête au premier tour, formeront la plus grande force d'opposition au sein du conseil régional.

## Liste des conseillers régionaux

### Actuels
| Conseiller régional           | Étiquette | Étiquette                     | Groupe                                   | Département         | Liste            | Notes |
| ----------------------------- | --------- | ----------------------------- | ---------------------------------------- | ------------------- | ---------------- | --- |
| Michel Py                     |           | LR                            | Union des Élus de la Droite et du Centre | Aude                | Dominique Reynié | |
| Christophe Saint-Pierre       |           | LR                            | Union des Élus de la Droite et du Centre | Aveyron             | Dominique Reynié | |
| Anne-Sophie Monestier-Charrie |           | UDI                           | Union des Élus de la Droite et du Centre | Aveyron             | Dominique Reynié | |
| Christophe Rivenq             |           | LR                            | Union des Élus de la Droite et du Centre | Gard                | Dominique Reynié | |
| Mary Bourgade                 |           | LR                            | Union des Élus de la Droite et du Centre | Gard                | Dominique Reynié | |
| Frédéric Touzellier           |           | LR                            | Union des Élus de la Droite et du Centre | Gard                | Dominique Reynié | |
| Vincent Terrail-Novès         |           | DVC                           | Union des Élus de la Droite et du Centre | Haute-Garonne       | Dominique Reynié | |
| Jean-Jacques Bolzan           |           | UDI                           | Union des Élus de la Droite et du Centre | Haute-Garonne       | Dominique Reynié | |
| Elisabeth Pouchelon           |           | DVD                           | Union des Élus de la Droite et du Centre | Haute-Garonne       | Dominique Reynié | |
| Sacha Briand                  |           | LR                            | Union des Élus de la Droite et du Centre | Haute-Garonne       | Dominique Reynié | |
| Marielle Garonzi              |           | UDI                           | Union des Élus de la Droite et du Centre | Haute-Garonne       | Dominique Reynié | |
| Jennifer Courtois-Périssé     |           | LREM                          | Union des Élus de la Droite et du Centre | Haute-Garonne       | Dominique Reynié | Quitte LR en 2017 et rejoint LREM.                                                                                   |
| Gérard Dubrac                 |           | LR                            | Union des Élus de la Droite et du Centre | Gers                | Dominique Reynié | |
| Stéphan Rossignol             |           | LR                            | Union des Élus de la Droite et du Centre | Hérault             | Dominique Reynié | |
| Tal Anahory                   |           | DVD                           | Union des Élus de la Droite et du Centre | Hérault             | Dominique Reynié | |
| Jean-François Audrin          |           | LR                            | Union des Élus de la Droite et du Centre | Hérault             | Dominique Reynié | |
| Géraldine D'Ettore            |           | LR                            | Union des Élus de la Droite et du Centre | Hérault             | Dominique Reynié | |
| Joseph Francis                |           | UDI                           | Union des Élus de la Droite et du Centre | Hérault             | Dominique Reynié | |
| Brigitte Riviere              |           | LR                            | Union des Élus de la Droite et du Centre | Lot                 | Dominique Reynié | |
| Gérard Trémège                |           | LR                            | Union des Élus de la Droite et du Centre | Hautes-Pyrénées     | Dominique Reynié | |
| Bernard Dupont                |           | LR                            | Union des Élus de la Droite et du Centre | Pyrénées-Orientales | Dominique Reynié | |
| Fatima Dahine                 |           | LR                            | Union des Élus de la Droite et du Centre | Pyrénées-Orientales | Dominique Reynié | |
| Bernard Carayon               |           | LR                            | Union des Élus de la Droite et du Centre | Tarn                | Dominique Reynié | |
| Laurence Pujol                |           | MoDem                         | Union des Élus de la Droite et du Centre | Tarn                | Dominique Reynié | |
| Thierry Deville               |           | LR                            | Union des Élus de la Droite et du Centre | Tarn-et-Garonne     | Dominique Reynié | |
| Kamal Chibli                  |           | PS                            | Socialiste Républicain et Citoyen        | Ariège              | Carole Delga     | Vice-président. |
| Kathy Wersinger               |           | EELV                          | Nouveau Monde                            | Ariège              | Carole Delga     | |
| Guy Esclopé                   |           | PRG                           | Radicaux                                 | Ariège              | Carole Delga     | |
| Hélène Giral                  |           | PS                            | Socialiste Républicain et Citoyen        | Aude                | Carole Delga     | |
| Didier Codorniou              |           | PRG                           | Radicaux                                 | Aude                | Carole Delga     | Vice-président. |
| Sébastien Pla                 |           | PS                            | Socialiste Républicain et Citoyen        | Aude                | Carole Delga     | |
| Patric Roux                   |           | POC                           | Nouveau Monde                            | Aude                | Carole Delga     | |
| Sophie Courrière-Calmon       |           | PS                            | Socialiste Républicain et Citoyen        | Aude                | Carole Delga     | |
| Philippe Andrieu              |           | PS                            | Socialiste Républicain et Citoyen        | Aude                | Carole Delga     | |
| Stéphane Berard               |           | PS                            | Socialiste Républicain et Citoyen        | Aveyron             | Carole Delga     | |
| Monique Bultel-Herment        |           | PS                            | Socialiste Républicain et Citoyen        | Aveyron             | Carole Delga     | |
| Guilhem Serieys               |           | LFI                           | Non-inscrits                             | Aveyron             | Carole Delga     | Rejoint LFI en 2017.                                                                                                 |
| Emmanuelle Gazel              |           | PS                            | Socialiste Républicain et Citoyen        | Aveyron             | Carole Delga     | Vice-président. |
| Jean-Sébastien Orcibal        |           | PRG                           | Radicaux                                 | Aveyron             | Carole Delga     | |
| Damien Alary                  |           | PS                            | Socialiste Républicain et Citoyen        | Gard                | Carole Delga     | Vice-président. |
| Françoise Bons                |           | DVG                           | Socialiste Républicain et Citoyen        | Gard                | Carole Delga     | |
| Jean-Luc Gibelin              |           | PCF                           | Nouveau Monde                            | Gard                | Carole Delga     | Vice-président. |
| Aurélie Genolher              |           | ECO                           | Nouveau Monde                            | Gard                | Carole Delga     | |
| Fabrice Verdier               |           | PS                            | Socialiste Républicain et Citoyen        | Gard                | Carole Delga     | |
| Nelly Frontanau               |           | PS                            | Socialiste Républicain et Citoyen        | Gard                | Carole Delga     | |
| Ferdinand Jaoul               |           | PS                            | Socialiste Républicain et Citoyen        | Gard                | Carole Delga     | |
| Monique Novaretti             |           | PRG                           | Radicaux                                 | Gard                | Carole Delga     | |
| Jean Denat                    |           | PS                            | Socialiste Républicain et Citoyen        | Gard                | Carole Delga     | |
| Catherine Eysseric            |           | PS                            | Socialiste Républicain et Citoyen        | Gard                | Carole Delga     | |
| Carole Delga                  |           | PS                            | Socialiste Républicain et Citoyen        | Haute-Garonne       | Carole Delga     | Présidente du Conseil régional.                                                                                      |
| Gérard Onesta                 |           | EELV                          | Nouveau Monde                            | Haute-Garonne       | Carole Delga     | |
| Nadia Pellefigue              |           | PS                            | Socialiste Républicain et Citoyen        | Haute-Garonne       | Carole Delga     | Vice-présidente. |
| Bertrand Monthubert           |           | PS                            | Socialiste Républicain et Citoyen        | Haute-Garonne       | Carole Delga     | |
| Nathalie Mader                |           | PS                            | Socialiste Républicain et Citoyen        | Haute-Garonne       | Carole Delga     | |
| Jean-Christophe Sellin        |           | LFI                           | Non-inscrits                             | Haute-Garonne       | Carole Delga     | Rejoint LFI en 2017.                                                                                                 |
| Michèle Garrigues             |           | PRG                           | Radicaux                                 | Haute-Garonne       | Carole Delga     | |
| Thierry Suaud                 |           | PS                            | Socialiste Républicain et Citoyen        | Haute-Garonne       | Carole Delga     | |
| Aude Lumeau-Preceptis         |           | PS                            | Socialiste Républicain et Citoyen        | Haute-Garonne       | Carole Delga     | |
| Serge Regourd                 |           | DVG                           | Nouveau Monde                            | Haute-Garonne       | Carole Delga     | |
| Dominique Satgé               |           | PCF                           | Non-inscrits                             | Haute-Garonne       | Carole Delga     | |
| Christophe Delahaye           |           | PRG                           | Radicaux                                 | Haute-Garonne       | Carole Delga     | |
| Nadia Bakiri                  |           | PS                            | Socialiste Républicain et Citoyen        | Haute-Garonne       | Carole Delga     | |
| Thierry Cotelle               |           | GRS                           | Socialiste Républicain et Citoyen        | Haute-Garonne       | Carole Delga     | |
| Marie-Caroline Tempesta       |           | PS                            | Socialiste Républicain et Citoyen        | Haute-Garonne       | Carole Delga     | |
| Philippe Briançon             |           | PS                            | Socialiste Républicain et Citoyen        | Haute-Garonne       | Carole Delga     | |
| Véronique Vinet               |           | EELV                          | Nouveau Monde                            | Haute-Garonne       | Carole Delga     | |
| Michel Boussaton              |           | PS                            | Socialiste Républicain et Citoyen        | Haute-Garonne       | Carole Delga     | |
| Zina Bourguet                 |           | PS                            | Socialiste Républicain et Citoyen        | Haute-Garonne       | Carole Delga     | |
| François Arcangeli            |           | EELV                          | Nouveau Monde                            | Haute-Garonne       | Carole Delga     | |
| Geneviève Lasfargues          |           | PRG                           | Radicaux                                 | Haute-Garonne       | Carole Delga     | |
| John Palacin                  |           | PS                            | Socialiste Républicain et Citoyen        | Haute-Garonne       | Carole Delga     | |
| Marie-France Barthet          |           | DVG                           | Nouveau Monde                            | Haute-Garonne       | Carole Delga     | |
| Bernard Keller                |           | PRG                           | Radicaux                                 | Haute-Garonne       | Carole Delga     | |
| Rachida Lucazeau              |           | PS                            | Socialiste Républicain et Citoyen        | Haute-Garonne       | Carole Delga     | |
| Jean-Louis Guilhaumon         |           | PS                            | Socialiste Républicain et Citoyen        | Gers                | Carole Delga     | Vice-président. |
| Fatma Adda                    |           | EELV                          | Nouveau Monde                            | Gers                | Carole Delga     | |
| Ronny Guardia-Mazzoleni       |           | PRG                           | Radicaux                                 | Gers                | Carole Delga     | |
| Virginie Rozière              |           | Les Radicaux de gauche ou LRG | Radicaux                                 | Hérault             | Carole Delga     | Quitte le PRG en décembre 2017 et rejoint Les Radicaux de gauche.                                                    |
| Hussein Bourgi                |           | PS                            | Socialiste Républicain et Citoyen        | Hérault             | Carole Delga     | |
| Jean-Noël Badenas             |           | PS                            | Socialiste Républicain et Citoyen        | Hérault             | Carole Delga     | |
| Christian Assaf               |           | PS                            | Socialiste Républicain et Citoyen        | Hérault             | Carole Delga     | |
| Béatrice Negrier              |           | PS                            | Socialiste Républicain et Citoyen        | Hérault             | Carole Delga     | Quitte le MRC et rejoint le PS.                                                                                      |
| Christian Dupraz              |           | EELV                          | Nouveau Monde                            | Hérault             | Carole Delga     | |
| Dolorès Roqué                 |           | PS                            | Socialiste Républicain et Citoyen        | Hérault             | Carole Delga     | |
| Jean-Luc Bergeon              |           | PS                            | Socialiste Républicain et Citoyen        | Hérault             | Carole Delga     | |
| Myriam Martin                 |           | LFI                           | Non-inscrits                             | Hérault             | Carole Delga     | Rejoint LFI en 2017.                                                                                                 |
| Nicolas Cossange              |           | PCF                           | Nouveau Monde                            | Hérault             | Carole Delga     | |
| Marie-Thérèse Mercier         |           | PS                            | Socialiste Républicain et Citoyen        | Hérault             | Carole Delga     | |
| André Lubrano                 |           | PS                            | Socialiste Républicain et Citoyen        | Hérault             | Carole Delga     | |
| Marie-Hélène Meunier          |           | PS                            | Socialiste Républicain et Citoyen        | Hérault             | Carole Delga     | |
| Frédéric Lopez                |           | DVG                           | Non-inscrits                             | Hérault             | Carole Delga     | A quitté le PS[Quand ?].                                                                                             |
| Danièle Azemar                |           | PS                            | Socialiste Républicain et Citoyen        | Hérault             | Carole Delga     | |
| Liêm Hoang-Ngoc               |           | NGS                           | Non-inscrits                             | Hérault             | Carole Delga     | Rejoint LFI en 2017. La quitte en 2018.                                                                              |
| Florence Brutus               |           | PRG                           | Radicaux                                 | Hérault             | Carole Delga     | Vice-présidente. |
| Vincent Labarthe              |           | PS                            | Socialiste Républicain et Citoyen        | Lot                 | Carole Delga     | Vice-président. |
| Marie Piqué                   |           | PCF                           | Nouveau Monde                            | Lot                 | Carole Delga     | Vice-présidente. |
| Raphaël Daubet                |           | PRG                           | Radicaux                                 | Lot                 | Carole Delga     | |
| Aurélie Maillos               |           | PS                            | Socialiste Républicain et Citoyen        | Lozère              | Carole Delga     | Vice-présidente. |
| René Moreno                   |           | PS                            | Socialiste Républicain et Citoyen        | Lozère              | Carole Delga     | |
| Pascale Péraldi               |           | PRG                           | Radicaux                                 | Hautes-Pyrénées     | Carole Delga     | |
| Bernard Plano                 |           | PS                            | Socialiste Républicain et Citoyen        | Hautes-Pyrénées     | Carole Delga     | |
| Yolande Guinle                |           | DVG                           | Nouveau Monde                            | Hautes-Pyrénées     | Carole Delga     | |
| Jean-Louis Cazaubon           |           | PS                            | Socialiste Républicain et Citoyen        | Hautes-Pyrénées     | Carole Delga     | Vice-président. |
| Jacques Cresta                |           | PS                            | Socialiste Républicain et Citoyen        | Pyrénées-Orientales | Carole Delga     | |
| Agnès Langevine               |           | ECO                           | Nouveau Monde                            | Pyrénées-Orientales | Carole Delga     | Vice-présidente. |
| Patrick Cases                 |           | PCF                           | Nouveau Monde                            | Pyrénées-Orientales | Carole Delga     | |
| Eliane Jarycki                |           | PS                            | Socialiste Républicain et Citoyen        | Pyrénées-Orientales | Carole Delga     | |
| Romain Pagnoux                |           | EELV                          | Nouveau Monde                            | Pyrénées-Orientales | Carole Delga     | |
| Judith Carmona                |           | DVG                           | Nouveau Monde                            | Pyrénées-Orientales | Carole Delga     | |
| Claire Fita                   |           | PS                            | Socialiste Républicain et Citoyen        | Tarn                | Carole Delga     | |
| Vincent Garel                 |           | PRG                           | Radicaux                                 | Tarn                | Carole Delga     | |
| Catherine Pinol               |           | PS                            | Socialiste Républicain et Citoyen        | Tarn                | Carole Delga     | |
| Guillaume Cros                |           | EELV                          | Nouveau Monde                            | Tarn                | Carole Delga     | Vice-président. |
| Cathy Flouttard               |           | PS                            | Socialiste Républicain et Citoyen        | Tarn                | Carole Delga     | |
| Bernard Gilabert              |           | PS                            | Socialiste Républicain et Citoyen        | Tarn                | Carole Delga     | |
| Sylvia Pinel                  |           | PRG                           | Radicaux                                 | Tarn-et-Garonne     | Carole Delga     | Vice-présidente de 2016 à 2017.                                                                                      |
| Patrice Garrigues             |           | PS                            | Socialiste Républicain et Citoyen        | Tarn-et-Garonne     | Carole Delga     | |
| Dominique Salomon             |           | PRG                           | Radicaux                                 | Tarn-et-Garonne     | Carole Delga     | Vice-présidente. |
| Bernard Gondran               |           | RN                            | Rassemblement national                   | Ariège              | Louis Aliot      | |
| Christophe Barthès            |           | RN                            | Rassemblement national                   | Aude                | Louis Aliot      | |
| Laure-Emmanuelle Philippe     |           | RN                            | Rassemblement national                   | Aude                | Louis Aliot      | |
| Robert Morio                  |           | RN                            | Rassemblement national                   | Aude                | Louis Aliot      | |
| Jean-Guillaume Remise         |           | RN                            | Rassemblement national                   | Aveyron             | Louis Aliot      | |
| Julien Sanchez                |           | RN                            | Rassemblement national                   | Gard                | Louis Aliot      | |
| Anne-Marie Collard            |           | RN                            | Rassemblement national                   | Gard                | Louis Aliot      | |
| Yoann Gillet                  |           | RN                            | Rassemblement national                   | Gard                | Louis Aliot      | |
| Monique Tezenas du Montcel    |           | RN                            | Rassemblement national                   | Gard                | Louis Aliot      | |
| Jean-Louis Meizonnet          |           | RN                            | Rassemblement national                   | Gard                | Louis Aliot      | |
| Laurence Gardet               |           | RN                            | Rassemblement national                   | Gard                | Louis Aliot      | |
| Gilles Donada                 |           | RN                            | Rassemblement national                   | Gard                | Louis Aliot      | |
| Maïthé Carsalade              |           | RN                            | Rassemblement national                   | Haute-Garonne       | Louis Aliot      | |
| Julien Leonardelli            |           | RN                            | Rassemblement national                   | Haute-Garonne       | Louis Aliot      | |
| Chantal Dounot-Sobraques      |           | RN                            | Rassemblement national                   | Haute-Garonne       | Louis Aliot      | |
| Quentin Lamotte               |           | RN                            | Rassemblement national                   | Haute-Garonne       | Louis Aliot      | |
| Marie Dombes                  |           | RN                            | Rassemblement national                   | Haute-Garonne       | Louis Aliot      | |
| Didier Carette                |           | RN                            | Rassemblement national                   | Haute-Garonne       | Louis Aliot      | |
| Marie-Christine Parolin       |           | RN                            | Rassemblement national                   | Haute-Garonne       | Louis Aliot      | |
| Jean-Luc Yelma                |           | RN                            | Rassemblement national                   | Gers                | Louis Aliot      | |
| Gérard Prato                  |           | RN                            | Rassemblement national                   | Hérault             | Louis Aliot      | |
| France Jamet                  |           | RN                            | Rassemblement national                   | Hérault             | Louis Aliot      | |
| Lauriane Troise               |           | RN                            | Rassemblement national                   | Hérault             | Louis Aliot      | |
| Julia Plane                   |           | RN                            | Rassemblement national                   | Hérault             | Louis Aliot      | |
| Gilles Ardinat                |           | RN                            | Rassemblement national                   | Hérault             | Louis Aliot      | |
| Myriam Roques                 |           | RN                            | Rassemblement national                   | Hérault             | Louis Aliot      | |
| François Gaubert              |           | RN                            | Rassemblement national                   | Hérault             | Louis Aliot      | |
| Nicole Mina                   |           | DF                            | Non-inscrits                             | Hérault             | Louis Aliot      | Quitte le RN et rejoint la liste de Dissidence française pour les européennes de 2019. Elle est exclue du groupe RN. |
| Gérard Maurin                 |           | RN                            | Rassemblement national                   | Hérault             | Louis Aliot      | |
| Emmanuel Crenne               |           | SE                            | Non-inscrits                             | Lot                 | Louis Aliot      | Quitte le RN et son groupe en 2019 pour des raisons professionnelles.                                                |
| Olivier Monteil               |           | RN                            | Rassemblement national                   | Hautes-Pyrénées     | Louis Aliot      | |
| Jean-François Fons            |           | DVD                           | Union des Élus de la Droite et du Centre | Pyrénées-Orientales | Louis Aliot      | Quitte le RBM en 2017.                                                                                               |
| Sophie Blanc                  |           | RN                            | Rassemblement national                   | Pyrénées-Orientales | Louis Aliot      | |
| Xavier Baudry                 |           | RN                            | Rassemblement national                   | Pyrénées-Orientales | Louis Aliot      | |
| Marie-Thérèse Costa-Fesenbeck |           | RN                            | Rassemblement national                   | Pyrénées-Orientales | Louis Aliot      | |
| Jean-Paul Piloz               |           | RN                            | Rassemblement national                   | Tarn                | Louis Aliot      | |
| Corinne Bardou                |           | RN                            | Rassemblement national                   | Tarn                | Louis Aliot      | |
| Frédéric Cabrolier            |           | RN                            | Rassemblement national                   | Tarn                | Louis Aliot      | |
| Thierry Viallon               |           | RN                            | Rassemblement national                   | Tarn-et-Garonne     | Louis Aliot      | |
| Marie-Dominique Bagur         |           | DLF                           | Non-inscrits                             | Tarn-et-Garonne     | Louis Aliot      | Quitte le RN et son groupe en 2018 pour rejoindre DLF et le groupe des non-inscrits.                                 |

### Anciens
| Conseiller régional | Liste | Liste            | Département | Cause du départ                  | Date du départ   | Remplaçant              |
| ------------------- | ----- | ---------------- | ----------- | -------------------------------- | ---------------- | ----------------------- |
| Dominique Reynié    |       | Dominique Reynié | Aveyron     | Élection invalidée               | 27 mai 2016      | Christophe Saint-Pierre |
| Muriel Ressiguier   |       | Carole Delga     | Hérault     | Élection à l'Assemblée nationale | 26 juin 2017     | Jean-Noël Badenas       |
| Aurélien Pradié     |       | Dominique Reynié | Lot         | Cumul des mandats                | 5 janvier 2018   | Brigitte Riviere        |
| Mylène Vesentini    |       | Carole Delga     | Aude        | Décès                            | 2 septembre 2018 | Sophie Courrière-Calmon |
| Christine Pujol     |       | Carole Delga     | Aude        | Démission                        | septembre 2018   | Philippe Andrieu        |
| Gérard Gautier      |       | Louis Aliot      | Hérault     | Décès                            | 31 août 2019     | Lauriane Troise         |

## Membres de la commission permanente
| Liste   | Union de la gauche | Front national | Union de la droite et du centre |
| Liste   | PS - PRG - MRC - EELV - FG - NGS - POC | Front national | LR-UDI-MoDem-REM-DVC |
| Liste   | | | |
| Sièges  | 15 / 52 | 13 / 52 | 8 / 52 |
| Membres | - Christian Assaf (PS, Hérault) - Geneviève Lasfargues (PRG, Haute-Garonne) - Claire Fita (PS, Tarn) - Pascale Péraldi (PRG, Hautes-Pyrénées) - Thierry Cotelle (MRC, Haute-Garonne) - Emmanuelle Gael (PS, Aveyron) - Hélène Giral (PS, Aude) - Nathalie Laval-Mader (PS, Haute-Garonne) - Serge Regourd (DVG, Haute-Garonne) - Guilhem Serieys (PG, Aveyron) - Jacques Cresta (PS, Pyrénées-Orientales) - Patrice Garrigues (PS, Tarn-et-Garonne) - Véronique Vinet (EÉLV, Haute-Garonne) - Gérard Onesta (EÉLV, Haute-Garonne) - Dominique Satgé (PCF, Haute-Garonne) | - France Jamet (Hérault) - Julien Sanchez (Gard) - Chantal Dounot-Sobraques (Haute-Garonne) - Jean-François Fons (Pyrénées-Orientales) - Maïthé Carsalade (Haute-Garonne) - Jean-Guillaume Remise (Aveyron) - Sophie Blanc (Pyrénées-Orientales) - Julien Leonardelli (Haute-Garonne) - Anne-Marie Collard (Gard) - Gérard Prato (Hérault) - Marie-Dominique Bagur (Tarn-et-Garonne) - Jean-Luc Yelma (Gers) - Julia Plane (Hérault) | - Dominique Reynié (LR, Aveyron) - Fatima Dahine (LR, Pyrénées-Orientales) - Stéphan Rossignol (LR, Hérault) - Élisabeth Pouchelon (LR, Haute-Garonne) - Vincent Terrail-Novès (DVC, Haute-Garonne) - Mary Bourgade (LR, Gard) - Michel Py (LR, Aude) - Anne-Sophie Monestier-Charrie (UDI, Aveyron) |
| Membres | | | |
| Membres | Membres de droit de la commission : - Le président (Union de la gauche), - Les vice-présidents (Union de la gauche). | Membres de droit de la commission : - Le président (Union de la gauche), - Les vice-présidents (Union de la gauche). | 16 / 52 |
| Membres | | | |
| Membres | Répartition par listes + le président | | |

## Groupes politiques
| Nom                           | Nom                                      | Partis membres | Partis membres | Président                       | Nombre de sièges | Observations |
| ----------------------------- | ---------------------------------------- | -------------- | -------------- | ------------------------------- | ---------------- | ------------ |
|                               | Nouveau Monde                            | PCF            | 6 / 158        | Nicolas Cossange Romain Pagnoux | 20 / 158         | Majorité     |
| EELV                          | Nouveau Monde                            | 11 / 158       |                | Nicolas Cossange Romain Pagnoux | 20 / 158         | Majorité     |
| POC                           | Nouveau Monde                            | 1 / 158        |                | Nicolas Cossange Romain Pagnoux | 20 / 158         | Majorité     |
| DVG                           | Nouveau Monde                            | 1 / 158        |                | Nicolas Cossange Romain Pagnoux | 20 / 158         | Majorité     |
|                               | Groupe des Radicaux                      | PRG            | 15 / 158       | Didier Codorniou Sylvia Pinel   | 16 / 158         | Majorité     |
| Les Radicaux de gauche ou LRG | Groupe des Radicaux                      | 1 / 158        |                | Didier Codorniou Sylvia Pinel   | 16 / 158         | Majorité     |
|                               | Socialiste Républicain et Citoyen        | PS             | 50 / 158       | Christian Assaf                 | 51 / 158         | Majorité     |
| GRS                           | Socialiste Républicain et Citoyen        | 1 / 158        |                | Christian Assaf                 | 51 / 158         | Majorité     |
|                               | Union des Élus de la Droite et du Centre | LR             | 15 / 158       | Christophe Rivenq               | 26 / 158         | Opposition   |
| UDI                           | Union des Élus de la Droite et du Centre | 4 / 158        |                | Christophe Rivenq               | 26 / 158         | Opposition   |
| DVD                           | Union des Élus de la Droite et du Centre | 4 / 158        |                | Christophe Rivenq               | 26 / 158         | Opposition   |
| LREM                          | Union des Élus de la Droite et du Centre | 1 / 158        |                | Christophe Rivenq               | 26 / 158         | Opposition   |
| DVC                           | Union des Élus de la Droite et du Centre | 1 / 158        |                | Christophe Rivenq               | 26 / 158         | Opposition   |
| MoDem                         | Union des Élus de la Droite et du Centre | 1 / 158        |                | Christophe Rivenq               | 26 / 158         | Opposition   |
|                               | Rassemblement national                   | RN             | 36 / 158       | Julien Sanchez                  | 36 / 158         | Opposition   |
|                               | Non-inscrits                             | LFI            | 3 / 158        | aucun                           | 9 / 158          |              |
| PCF                           | Non-inscrits                             | 1 / 158        |                | aucun                           | 9 / 158          |              |
| NGS                           | Non-inscrits                             | 1 / 158        |                | aucun                           | 9 / 158          |              |
| DVG                           | Non-inscrits                             | 1 / 158        |                | aucun                           | 9 / 158          |              |
| DLF                           | Non-inscrits                             | 1 / 158        |                | aucun                           | 9 / 158          |              |
| DF                            | Non-inscrits                             | 1 / 158        |                | aucun                           | 9 / 158          |              |
| SE                            | Non-inscrits                             | 1 / 158        |                | aucun                           | 9 / 158          |              |

### Changements
- Nouveau monde en commun devient Nouveau monde en janvier 2018 à la suite d'une fronde des élus France insoumise qui en seront exclus.
- Front national - Rassemblement bleu marine devient Rassemblement national en mars 2018.
- Radicaux de gauche devient Radicaux en 2017 à la suite de la création du Mouvement radical.

## Commissions sectorielles
| Thème                                                                            | Président            | Groupe | Groupe                             |
| -------------------------------------------------------------------------------- | -------------------- | ------ | ---------------------------------- |
| Agriculture, agroalimentaire et viticulture                                      | Judith Carmona       |        | Nouveau Monde                      |
| Aménagement du territoire, TIC et politiques contractuelles                      | Catherine Pinol      |        | Socialiste, Républicain et Citoyen |
| Culture, Communication, Patrimoine et Langues catalane et occitane               | Serge Regourd        |        | Nouveau Monde                      |
| Economie de proximité                                                            | Yolande Guinle       |        | Nouveau Monde                      |
| Economie touristique et Thermalisme                                              | Sébastien Pla        |        | Socialiste, Républicain et Citoyen |
| Education, Jeunesse                                                              | Myriam Martin        |        | Non-inscrits                       |
| Egalité Femme-Homme                                                              | Nadia Bakiri         |        | Socialiste, Républicain et Citoyen |
| Emploi, Formation professionnelle, Apprentissage                                 | Hélène Giral         |        | Socialiste, Républicain et Citoyen |
| Enseignement supérieur, Recherche et Innovation                                  | Marie-France Barthet |        | Nouveau Monde                      |
| Finances                                                                         | Claire Fita          |        | Socialiste, Républicain et Citoyen |
| Industries, Grands groupes, Services aux entreprises                             | Bernard Keller       |        | Radicaux                           |
| International, Europe, Coopération au Développement - Evaluation et Prospective  | Michèle Garrigues    |        | Radicaux                           |
| Méditerranée                                                                     | Jean Denat           |        | Socialiste, Républicain et Citoyen |
| Montagne et Ruralité                                                             | Romain Pagnoux       |        | Nouveau Monde                      |
| Politique de la ville                                                            | Geneviève Lasfargues |        | Radicaux                           |
| Prévention des risques, Eau                                                      | Jean-Luc Bergeon     |        | Socialiste, Républicain et Citoyen |
| Solidarités, Services publics,Vie associative et Logement                        | Françoise Bons       |        | Socialiste, Républicain et Citoyen |
| Sports                                                                           | Christophe Delahaye  |        | Radicaux                           |
| Transition écologique et énergétique, Biodiversité, Economie circulaire, Déchets | Hussein Bourgi       |        | Socialiste, Républicain et Citoyen |
| Transports et Infrastructures                                                    | Stéphane Berard      |        | Socialiste, Républicain et Citoyen |

## Bureau de l'Assemblée
Sous la présidence de Carole Delga, un Bureau de l'Assemblée est créé. Il est chargé de plusieurs missions dont celle, notamment, d’animer démocratiquement les débats de l’assemblée et d’en assurer le secrétariat.
« 
- Il garantit le respect des procédures démocratiques décisionnelles internes du Conseil Régional, en concourant pour cela à leur application ;
- Il propose des adaptations ou des précisions sur les procédures du Conseil Régional dans le respect des dispositions légales, notamment celles prévues par le Code Général des Collectivités Territoriales ;
- Il propose et rend opérationnels des outils de concertation et d’évaluation citoyenne concernant les politiques régionales, et ce dans le respect de la Constitution et de la Loi ;
- Il fait le lien avec l’Assemblée des Territoires, organe consultatif et propositionnel créée aux côtés du Conseil Régional ;
- Il assure le secrétariat de séance de l’Assemblée Plénière du Conseil Régional dans les conditions définies à l’article 8 du Règlement Intérieur du Conseil Régional.
- Il anime ponctuellement l’Assemblée Plénière du Conseil Régional à la demande du/de la Président-e pour les points de l’ordre du jour qui ont pour origine l’Assemblée elle-même (vœux de l’Assemblée, point d’actualités, questions orales, rapport d’initiative des commissions sectorielles ou des groupes politiques, rapports des missions d’information et d’évaluation) ou pour tout autre point de l’ordre du jour que le/la Président-e du Conseil Régional jugerait opportun de lui laisser présider, et ce dans les limites fixées par la Loi ;
- Il intervient pour motion d’ordre en Assemblée Plénière par la voix de son/sa Président-e, et ce dans les limites fixées à l’article 12 du Règlement Intérieur du Conseil Régional ;
- Il est informé dans le cas où l’Exécutif souhaiterait mettre à l’ordre du jour de l’Assemblée Plénière ou de la Commission Permanente des rapports selon la procédure d’urgence. »

| Fonction  | Nom                    | Groupe | Groupe                             |
| --------- | ---------------------- | ------ | ---------------------------------- |
| Président | Gérard Onesta          |        | Nouveau Monde                      |
| Membres   | Monique Bultel Herment |        | Socialiste, Républicain et Citoyen |
| Membres   | Christophe Delahaye    |        | Radicaux                           |
| Membres   | Dolorès Roque          |        | Socialiste, Républicain et Citoyen |
| Membres   | Fabrice Verdier        |        | Socialiste, Républicain et Citoyen |